# 企鵝影視
上海腾讯企鹅影视文化传播有限公司（英語：Tencent Penguin Pictures）成立於2015年9月11日，隸屬於腾讯视频旗下子公司，主營業務為藝人經紀、投資製作综艺节目、劇集以及電影。除原有的自製影視劇集外，進一步拓寬影視製作市場，開展網絡綜藝的製作板塊，2016年9月30日獲得了騰訊視頻的綜藝、動漫等業務，「企鵝影業」改名為「企鵝影視」。
2019年3月28日企鵝影視公司內部行政組織稱謂的變化，更名為Scripted內容製作部和UnScripted內容製作部，分別對應劇集、綜藝業務。企鵝影視作為影視綜藝內容出品平台的品牌沒有變化，對外合作業務也不受影響；同時，公司主體上海騰訊企鵝影視文化傳播有限公司也未發生任何改變。 
韩志杰為企鹅影视高级副总裁，腾讯视频版权合作部负责人。

## 剧集
企鹅影视自2016年推出首部自制的网络剧《重生之名流巨星》后，陆续制作播出《古董局中局》《斗破苍穹》《三生三世枕上书》《庆余年》《扶摇》《穿越火线》等头部IP项目剧集，亦有《开端》《三体》《梦华录》《繁花》等热门剧集。

## 合拍劇集
- 使徒行者2（2017年）
- 溏心风暴3（2017年）
- 宮心計2深宮計（2018年）
- 铁探（2019年）
- 战毒（2020年）
- 使徒行者3（2020年）
- 陀槍師姐2021（2021年）
- 狮子山下的故事（2022年）
- 女法醫JD（2022年）
- 反黑英雄（2024年）
- 企业强人（2024年）
- 巾帼枭雄之悬崖（2024年）
- 刑偵12（2025年）
- 金式森林（待播）
- 玫瑰戰爭（待播）

## 外部連結
- 企鵝影視的新浪微博